# Guidobaldo I. da Montefeltro

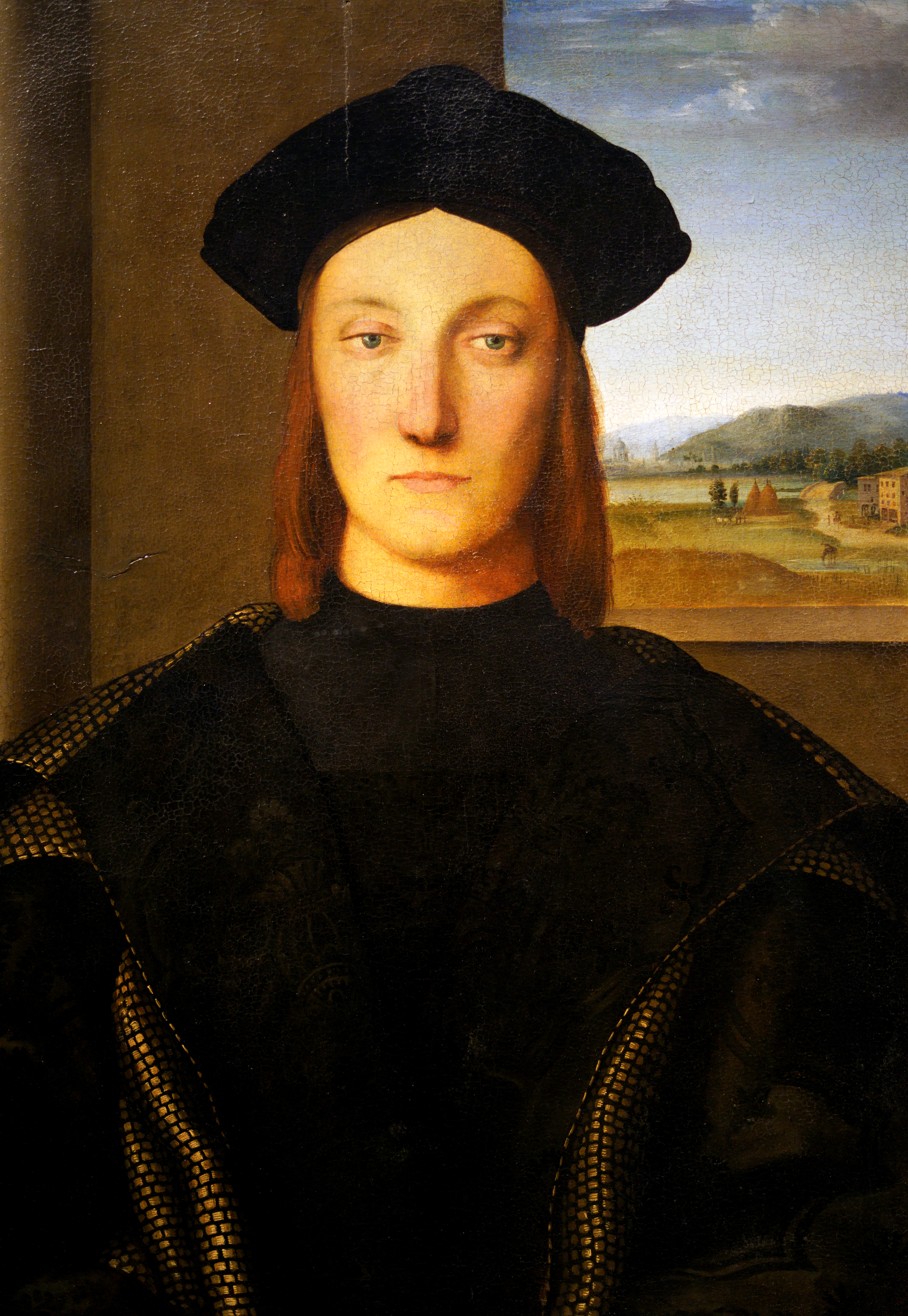
Guidobaldo da Montefeltro von Raffael

Guidobaldo da Montefeltro (* 17. Januar 1472 in Gubbio; † 11. April 1508) war der Sohn Federico da Montefeltros, des Herzogs von Urbino, und seit 1482 dessen Nachfolger.
Der junge Herzog von Urbino aus dem Hause Da Montefeltro heiratete 1489 Elisabetta Gonzaga (1471–1526), Tochter von Federico I. Gonzaga, Markgraf von Mantua. Elisabetta Gonzaga, eine für die damalige Zeit selten gebildete, selbstbewusste, großzügige und tugendhafte Frau, verlieh dem kleinen Hof des Herzogs von Urbino den besonderen Reiz, und dank ihres Einflusses gelang es Guidobaldo, den Glanz eines fürstlichen Hofes der Renaissance nach dem Tod seines Vaters aufrechtzuerhalten. Der Herzog und die Herzogin erwiesen sich als umsichtige Mäzene, so dass der Hof von Urbino sich einen guten Ruf bei Literaten, Musikern, Malern, Philosophen oder Diplomaten erwarb. Schließlich wurde Elisabetta 1490 Schwägerin und Freundin der bedeutenden Renaissancefürstin Isabella d’Este.
Guidobaldo da Montefeltro wurde 1502 von Cesare Borgia aus seinem Herzogtum vertrieben und enteignet. Nach dem Tod von Cesares Vater, Papst Alexander VI., im Jahre 1503 und dem bald darauf folgenden Sturz der Borgia bekam Guidobaldo da Montefeltro das Herzogtum und seinen persönlichen Besitz zurück.
Die Ehe von Guidobaldo und Elisabetta blieb aufgrund der Impotenz des Herzogs kinderlos. Deswegen adoptierte Guidobaldo 1504 Francesco Maria I. della Rovere, den Sohn seiner Schwester Giovanna da Montefeltro und bestimmte diesen Lieblingsneffen des Papstes Julius II. zu seinem Nachfolger. 1508 übernahm die Familie della Rovere die Herrschaft im Herzogtum Urbino. Francesco Maria II. della Rovere, der letzte Herzog von Urbino, übergab 1625 das Herzogtum an den Kirchenstaat.
Baldassare Castiglione begann sein berühmtes Werk Il Libro del Cortegiano – das Buch vom Hofmann – als Mitglied des Hofstaates von Guidobaldo und Elisabetta.